# Cory Mills
Cory Mills (Winter Haven, 13 luglio 1980) è un politico statunitense, membro della Camera dei Rappresentanti per lo stato della Florida dal 2023.

## Biografia
Nato e cresciuto in Florida, si laureò presso l'università militare, essendosi arruolato nell'esercito statunitense nel 1999. Mills fu impegnato nelle forze speciali, prestando servizio nella 82nd Airborne Division e svolgendo operazioni militari durante la guerra in Iraq. Per il suo operato, venne insignito della Bronze Star Medal
Terminato il servizio militare, Mills lavorò come esperto di sicurezza per diverse aziende. Fu co-fondatore della ALS Less-Lethal Systems, una società di produzione di equipaggiamento per i soldati e le forze dell'ordine, nonché co-fondatore e direttore esecutivo della società di sicurezza privata PACEM Defense.
Entrato in politica con il Partito Repubblicano, nel 2022 si candidò alla Camera dei Rappresentanti nazionale per un distretto congressuale che era stato riconfigurato e che fino ad allora era stato rappresentato dalla democratica Stephanie Murphy, che aveva scelto di non ricandidarsi. Nelle primarie repubblicane, affrontò e sconfisse sette candidati, tra cui il candidato di estrema destra Anthony Sabatini che durante la campagna elettorale aveva attaccato la moglie di Mills sulla base della sua nazionalità irachena, definendola "radicale anti-cristiana". Mills vinse poi le elezioni generali con oltre il 58% delle preferenze. Subito dopo il suo insediamento come deputato, venne criticato dai colleghi democratici per un suo tweet di dubbio gusto sulla brutale aggressione subita da Paul Pelosi, il marito di Nancy Pelosi.